# ميشائيل ماستلين
ميشائيل ماستلين (بالألمانية: Michael Mästlin) (سبتمبر 1550 - 26 أكتوبر 1631)، عالم فلك وعالم رياضيات ألماني، عُرف كونه معلم يوهانس كيبلر. كان طالبًا للمعلم الألماني بيتروس أبيانوس وكان يُعرف بالمعلم الذي أثر تأثيرًا كبيرًا على كيبلر. اعتُبر ميشائيل واحدًا من أهم علماء الفلك في الفترة الزمنية التي عُرف فيها نيكولاس كوبرنيكوس وكيبلر.

## أولى سنوات حياته وعائلته
ولد ميشائيل في 30 سبتمبر 1550 في غوبينغن، وهي بلدة صغيرة في جنوب ألمانيا، على بعد حوالي 50 كيلومترًا شرق توبنغن. وُلد ميشائيل في عائلة بروتستانتية لجاكوب ماستلين ودوروثيا سيمون. كان لميشائيل أخت أكبر باسم إليزابيث وأخ أصغر باسم ماثيوس. كان اسم عائلة ماستلين الأصلي ليكر أو ليجيكر وعاشوا في قرية تُدعى بول، على بعد بضعة كيلومترات جنوب غوبينغن (ديكر 103). روى ميشائيل في سيرته الذاتية قصة تغير اسم عائلته من ماستلين إلى ليكر. ويدعي ميشائيل أن أحد أسلافه هو أول من أطلق عليه هذا الاسم المستعار عندما لامسته امرأة عمياء عجوز وهتفت «Wie bist du doch so mast und feist! Du bist ein rechter Mästlin!» ويترجم هذا تقريبًا إلى «كيف يمكن أن تكون بدينًا جدًا وممتلئًا؟ أنت حقًا سمين مثل الخنزير!» 
تزوج ميشائيل من مارغريت غرونيغر في 9 أبريل 1577. توجد معلومات قليلة عن أبنائه من هذا الزواج. ومع ذلك، كان من المعروف أن لديه ثلاثة أبناء على الأقل، لودفيغ وميشائيل ويوهان جورج، وثلاث بنات على الأقل، مارغريتا ودوروثيا أورسولا وآنا ماريا. في عام 1588، توفيت مارغريت في سن ال37، وربما يعود السبب لمضاعفات ولادة إحدى أطفالها. ترك هذا الموت المفاجئ جميع الأطفال تحت رعاية ميشائيل ما جعله يفكر في الزواج ثانية في العام التالي. في عام 1589، تزوج ميشائيل من مارغريت بوركهاردت. أنجب ميشائيل ومارغريت ثمانية أطفال معًا. في رسالة عام 1589 إلى يوهانس كيبلر، يروي ميشائيل كيف أن وفاة ابنه الذي يبلغ من العمر شهرًا واحدًا، أحزنه بشدة.

## تعليمه
في عام 1565، عند بلوغ ميشائيل سن ال15 عامًا تقريبًا، أُرسل إلى مدرسة دينية قريبة في كونيغسبرون. في عام 1567، نُقل ميشائيل إلى مدرسة مماثلة في هيرينالب. عند الانتهاء من دراسته الثانوية في هيرينالب، التحق ميشائيل بالجامعة. في 3 ديسمبر 1568، التحق ميشائيل بجامعة توبينغن. التحق بالجامعة في عام 1569، كأحد المستفيدين من المنحة الدراسية التي قدمها دوق مدينة فورتمبيرغ. درس اللاهوت في دير توبنغن، الذي تأسس في 1536 من قبل الدوق أولريش من فورتمبرغ، واعتُبر مؤسسة تعليمية نخبوية. حصل على درجة البكالوريوس في عام 1569 ودرجة الماجستير في عام 1571. بعد حصوله على درجة الماجستير، استمر ميشائيل في الذهاب للجامعة كطالب في علم اللاهوت وكمدرس في الكنيسة اللاهوتية في فورتمبيرغ. في الرسائل المرسلة إلى ميشائيل بخصوص مؤهلاته، اكتُشف أنه تخرج بامتياز مع مرتبة الشرف والمرتبة الثالثة في صفه المتكون من عشرين طالب. خلال الفترة التي قضاها في الحصول على درجة الماجستير، درس ميشائيل تحت إشراف فيليب آبيان.

## مهنته
درس ماستلين اللاهوت والرياضيات والفلك في جامعة توبنغن (كانت مدينة توبنغن آنذاك جزءًا من دوقية فورتمبيرغ.) تخرّج في الجامعة عام 1571 بعد حصوله على شهادة الماجستير، سنة 1576 أصبحَ شمّاسًا في مدينة باكنانغ الألمانية، ليكمل دراسته فيها.
عُيِّن ماستلين سنة 1580 بروفيسورًا للرياضيات، أولاً في جامعة هايدلبيرغ، ثم في جامعة توبنغن عام 1583 إذ درَّس فيها مدة 47 سنة. ألّف خلال هذه الفترة مقدمة شهيرة في علم الفلك. درّس ماستلين نموذج مركزية الأرض (علم الفلك البطليمي) لطلابه مع أنّه كان كوبرنيكيًا يؤمن بمركزية الشمس. غير أنّه كان يدرّس طلابه المتقدمين نموذج مركزية الشمس لكوبرنيكوس. كان يوهانس كيبلر (1571-1630) من بين طلابه، ولم يكن يعد ماستلين بروفيسورًا فقط، بل معلمًا له طول حياته. أدى ماستلين دورًا مهمًا في إقناع كيبلر بتبني نموذج مركزية الشمس، وكذلك يُعتقد أن له دورًا بإقناع غاليليو غاليلي.
رصد ماستلين  والعديد من الأشخاص حول العالم في نوفمبر 1572 ضوءًا غريبًا في السماء صرنا نعرفه اليوم باسم المستعر الأعظم. سمي هذا المستعر باسم مستعر كاسيوبيا وكان أول مستعر أعظم يُرصد في أوروبا.
رصد ماستلين مذنبًا سنة 1580 وبدأ يفكر بكيفية تكوّنه. بعد 9 سنوات، شاركَ ماستلين استنتاجاته حول نشأة المذنب مع صديقه الفلكي هيليسيوس روزلن. نشر في نفس العام أطروحة حول المبادئ الأساسية لعلم الفلك، والإصدار الأول من كتابه المثال في علم الفلك (باللاتينية: Epitome Astronomiae). تضمّن الكتاب ستة إصدارات واحتوى على أعمال علماء سابقين مثل نظرية بطليموس حول مركزية الأرض من أجل تأليف نظرة متسقة حول علم الفلك.
تواصلَ ماستلين وكيبلر عبر سلسلة من المراسلات دارت حول كتاب كيبلر الأسرار الفلكية (باللاتينية: Mysterium Cosmographim) إذ أضاف ماستلين ملحقًا «حول أبعاد الكرات والدوائر السماوية». أضافَ ماستلين كذلك إلى كتاب كيبلر معلومات تتضمن فهمه الخاص لهندسة كوبرنيكوس الفلكية.
رغم التواصل المستمر بينهما في مراسلات خطية بين عامي 1594 و1600، انقطع ماستلين عن التواصل مع طالبه السابق كيبلر. حاولَ كيبلر جاهدًا إبقاء التواصل بينهما مستمرًا، إذ كتب الكثير من الرسائل التي لم يتلق لها ردًا بالمقابل. استمر هذا الانقطاع بينهما للفترة 1600 - 1605.
نتيجة لشعوره بالإحباط من انقطاع معلمه عن التواصل معه، كتب كيبلر رسالة لماستلين في ديسمبر 1604 للحديث عن أفكاره حول المستعر الأعظم المكتشَف حينها، الذي كان موضوع الحديث آنذاك. عدم رد ماستلين أو كتابته عن هذا الحدث المهم، في نظر كيبلر، سيجعله متهمًا بـ«جريمة ترك علم الفلك».
انتهت القطيعة بعد شهر من هذه الرسالة، إذ ردَّ ماستلين على كيبلر برسالة في يناير 1605. عالجَ فيها عدة مواضيع. إذ شرحَ أولًا سبب قطيعته قائلًا أنّه لا يوجد المزيد من الأجوبة التي يمكن أن يوفرها لأسئلة كيبلر الموجهة له في رسائله. وهو ما ثبت خطؤه إذ سيشارك ماستلين في العديد من أعمال كيبلر المستقبلية. أمّا فيما يخصّ المستعر الأعظم، استنتج ماستلين أنه في الحقيقة كان نجمًا غير مُكتَشف سابقًا أو لم ينتبه له العلماء.

### علم الفلك
كان ماستلين ، مع اهتماماته العديدة بتحسين التقويم والرياضيات، في الأساس فلكيًا قضى الكثير من الوقت بإجراء البحوث عن الشمس، والقمر، والكسوف. كان كتابه الخلاف حول الكسوف (باللاتينية: Disputatio de Eclipsibus) مكرسًا كليًا للمعلومات الفلكية عن الشمس والقمر وأُشير إليه عدة مرات في مؤلف كيبلر علم الفلك وفقًا للعين المجردة (باللاتينية: Astronomiae pars Optica) عام 1604.
اقترحَ يوهانس كبلر، وفقًا لنظرية كوبرنيكوس للسماء، وجود فضاء فارغ في المسافات بين الكواكب، واقترحَ ماستلين أن هذه الفضاءات الفارغة هي حيث تنشأ المذنبات. هذا النوع من الافتراضات لا يتحقق إلا في ظل نظرية مركزية الشمس، إذ يُعتقد أنّ ماستلين بدأ بتصديق مركزية الشمس بعد رؤيته مسار مذنب سنة 1577. عندما ظهر المذنب، كان ماستلين، بالإضافة للفلكي الدنماركي تايكو براهي (Tycho Brahe) من أوائل من حاولوا قياس مساره بطريقة رياضية معقدة بدلًا من ملاحظة طريقه في السماء فقط. لاحظ الفلكيان في أثناء محاولتهما قياس مسار المذنب، أنه كان يمر عبر الكرات السماوية الصلبة التي تمثل مسارات الكواكب، التي افترض وجودها كلٌ من أرسطو وبطليموس، ما جعلهم يستنتجون أن هذه الكرات السماوية ليست صلبة كما كان الفلكيون يتوقعون بل فارغة.
حصل ماستلين  على أول مجموعة تلسكوبات له سنة 1613. كتبَ لاحقًا في رسالة لكيبلر، أنّه لم يستطع أنْ يرى أقمار زحل أو أطوار الزهرة، لكنه، مع ذلك، تمكن من رؤية أقمار المشتري.
عُقدَ مؤتمر في جامعة توبنغن (حيث عملَ ماستلين بروفيسورًا) عام 2000 حول حياة ميشائيل ماستلين وأعماله، عرضَ فيه كيرهارد بيتش (Gerhard Betsch) مجلدًا جمع فيه ما اكتشفه حول حياة ميشائيل ماستلين وأعماله، إضافةً إلى ملخص حول الإرث الأكاديمي (ناخلاس Nachlass) الخاص به (هي كلمة ألمانية الأصل تعني مجموعة المخطوطات والملاحظات والرسائل وغيرها من الأشياء التي تركها عالِم بعد وفاته). كان إرثه الأكاديمي محفوظًا ومخزونًا في العديد من المكتبات والأرشيفات في ألمانيا والنمسا. ناقشَ بيتش كذلك العديد من الأشياء في أطروحته، من ضمنها دراسة مكتوبة بالكامل بالألمانية ألّفها ماستلين حول المذنب الذي ظهر بين عامي 1618-1617.

## ديانته
كان من الخطر أيام ماستلين وكيبلر التشكيك في كون الرب هو خالق الكون والمخلوقات، ما قد يؤدي إلى الاتهام بالكفر والتجديف. مع ذلك، رأى ماستلين الأمور بشكل مختلف. إذ كان ينتمي للكنيسة اللوثرية، وآمن أنّ دراسة العالم الطبيعي وكشف القوانين التي تنظمه ستجعل البشرية أقرب للرب. دراسة أعمال الرب وخلقه، بنظر ماستلين، ستجعل أبناءه أقرب إليه وإلى خطته الإلهية. ذهبَ ماستلين إلى الاعتقاد بأن معرفة المزيد عن العالم الطبيعي الذي نعيش فيه ستجعلنا نعرف المزيد عن الرب. كان ماستلين مؤمنًا بالكنيسة اللوثرية، حتى أنّه كان لفترة ما قسًا لوثريًا.

## اكتشافاته الفلكية المهمة
•   صنّف ماستلين عنقود الثريا في ديسمبر 1579. سجّل منها 11 نجمًا، لكنه عدّ على الأقل 14 منها.
•   كسوف المريخ بواسطة الزُهرة في ديسمبر 1590 إذ رآه ماستلين في هايدلبيرغ.
•   رصدَ المستعر الأعظم في أكتوبر 1604 (مستعر كيبلر) لكنه لم ينشر ما سجله من معلومات للعامة إلا عام 1606.

## إرثه
- مذنب 11771 ماستلين (Asteroid 11771 Maestlin)، اكتُشف عام 1973
- الفوهة القمرية: ماستلين (Lunar crater: Maestlin)
- الأخدود القمري: أخدود ماستلين (Lunar rille: Rimae Maestlin)

في رواية جول فيرن خمسة أسابيع في منطاد توصَف شخصية جو (Joe) الخادم بأنها تتمتع بنفس الملكات التي يتمتع بها ماستلين، أستاذ كيبلر، في التمييز بين أقمار المشتري بالعين المجردة، والقدرة على عدّ 14 نجمًا في مجموعة الثريا، إذ يقع أبعدهم على ارتفاع تسع درجات.